# 渡部秀勝
渡部 秀勝（わたなべ ひでかつ、1953年5月15日 - ）は、日本の政治家。元山形県戸沢村長（5期）。

## 実績
- 2018年に保小中一貫教育の体制を完成

## 栄典
- 旭日小綬章（2024年）[3][4]